# Eleocharis rojasiana
Eleocharis rojasiana är en halvgräsart som beskrevs av Mereles. Eleocharis rojasiana ingår i släktet småsäv, och familjen halvgräs. Inga underarter finns listade i Catalogue of Life.